# 露絲·達馬央提
露絲·達馬央提·維哈喬（Ruth Damayanti Wihardjo，1960年—），是印尼已退役羽球運動員。
在1982年亞運會羽球比賽中，露絲·達馬央提與伊薩克·蘇吉亞托一起獲得混合雙打銀牌。同年，她與維拉華蒂一起獲得全英羽球公開賽女子雙打亞軍。
露絲·達馬央提在1983年的東南亞運動會羽球比賽上獲得了女子雙打金牌和混合雙打銀牌，搭檔分別為瑪麗亞·法蘭西斯卡和葉忠明。同年，她還在印尼羽球公開賽上贏得女子雙打冠軍，搭檔也是瑪麗亞·法蘭西斯卡。